# 프렌치 아메리칸 (영화)
《프렌치 아메리칸》(Le Divorce)은 2003년 개봉한 미국과 프랑스의 로맨틱 코미디 드라마 영화이다.

## 줄거리
파리에 사는 미국인 록시의 프랑스인 남편 샤를앙리는 러시아인 정부가 생기자 이혼을 시도하면서 록시가 소유한 조르주 드라투르의 우르술라 그림에 눈독을 들인다. 한편 록시를 방문한 동생 이저벨은 샤를앙리의 부유한 유부남 외삼촌 에드가르와 불륜을 시작한다.

## 출연진
- 케이트 허드슨 - 이저벨 워커 역
- 나오미 와츠 - 록산 드페르상(록샌 “록시”) 역: 시인.
- 레슬리 카롱 - 쉬잔 드페르상 역: 샤를앙리의 어머니.
- 스토커드 채닝 - 마기브 워커 역
- 글렌 클로스 - 올리비아 페이스 역: 미국인 작가.
- 티에리 레미트 - 에드가르 코세 역: 쉬잔의 동생.
- 스티븐 프라이 - 피어스 제인리 역
- 멜빌 푸포 - 샤를앙리 드페르상 역
- 매슈 모딘 - 텔먼 역: 미국인.
- 샘 워터스턴 - 체스터 워커 역
- 토머스 레넌 - 로저 워커 역
- 장마르크 바르 - 베르트랑 변호사 역
- 로맹 뒤리스 - 이브 역: 올리비아의 수제자.
- 카트린 사미 - 플로리앙 부인 역
- 사뮈엘 라바르트 - 앙투안 드페르상 역
- 나탈리 리샤르 - 샤를로트 드페르상 역
- 비비 뉴워스

## 기타 제작진
- 라인 제작: 라힐라 부트왈라
- 공동 제작: 폴 브래들리, 리처드 홀리
- 배역: 아네트 트뤼멜
- 미술: 프레데리크 베나르
- 의상: 캐럴 램지